# Otec Naděje
Otec Naděje (v italském originále Padre Speranza) je italské filmové drama z roku 2005 v hlavní roli s Budem Spencerem. Režíroval jej italský režisér Ruggero Deodato. Hudbu k filmu složili bratři De Angelisové, Guido byl i jedním z producentů filmu. Film byl poprvé uveřejněn na televizní stanici Rai 2 28. prosince 2005.

## Příběh
Otec Vasari přezdívaný Otec Naděje (Bud Spencer) je svými nadřízenými jako kněz poněkud neoblíbený, protože navzdory církevním pravidlům se snaží pomáhat všem lidem, se kterými se v životě potká, a to za použití pěstí. Poté, co se při jízdě autem stane svědkem rvačky mezi pasákem a nezletilou prostitutkou Lulù (Ivna Bluck) se porve i s pasákem a jeho přáteli. Lulù, která pobývá v Itálii nelegálně, pak odveze na policejní služebnu a spolu se svým církevním kolegou ji zařídí dočasnou církevní ochranu. Následně je však povolán do malého městečka někde na jihu Itálie.
Tam dosud působil Otec Cesco (Alessandro Moretti), který například i vedl nápravné kurzy v místní věznici pro mladistvé. Ti jej však fyzicky napadli a Cesco zmrzačený již nemohl dál vykonávat svou činnost. Vasari ho tak měl zastupovat. Ve věznici se seznámil s vězněm, Ninem (Salvatore Cascio), který byl odsouzen za drobnou krádež a který je ostatními vězni šikanován. Následně se shodou okolností přimotá do případu vraždy jednoho ze spoluvězňů a okamžitě se stane hlavním podezřelým. Otec Vasari oficiální verzi nevěří a udělá všechno pro očištění jména nevinného mládence.

## Zajímavosti
- Původně bylo dílo zamýšleno jako televizní seriál
- Film byl natočen už v roce 2001, uvedení bylo plánováno na rok 2002, nakonec však měl premiéru v roce 2005
- Bud Spencer nazpíval dvě písně, které se ve filmu objevují – jedna hraje během úvodních titulků a druhá v ději filmu.

## Obsazení
| Bud Spencer         | Otec Vasari (Otec Naděje) |
| Marco Messeri       | Otec Leonardo             |
| Angelo Infanti      | Fonseca                   |
| Mauro Ursella       | Pomocník Leonarda Gegé    |
| Alex Sandro         | Mafián Vincenzo Torrisi   |
| Valentina Lainati   | Maddalena                 |
| Giovanni Caruso     | Zástupce ředitele         |
| Saverio Deodato     | Attilio                   |
| Rodolfo Corsato     | Soudce Mottola            |
| Gianni Franco       | Peluso                    |
| Laura Gualtieri     | Dr. Rivelli               |
| Vincent Riotta      | Mafián Aldo Torrisi       |
| Ines Nobili         | Ředitelka věznice         |
| Alberto Rossi       | Episcopo                  |
| Paolo Triestino     | Komisař Altieri           |
| Marcello Arnone     | Diotallevi                |
| Ivna Bluck          | Lulù                      |
| Alessio Casamassima | Darko                     |
| Alessandro Pess     | Vincenzo                  |
| Hydrian Darko       | Strážník                  |
| Salvatore Cascio    | Nino                      |
| Alessandro Moretti  | Don Cesco                 |